# Йордан Радічков
Йордан Радічков (болг. Йордан Димитров Радичков; нар. 24 жовтня 1929, с. Каліманіца (нині Монтанська область, Болгарія) — пом. 21 січня 2004, Софія) — болгарський письменник, драматург, сценарист, журналіст, редактор.

## Біографія
З 1951 працював кореспондентом, потім редактором газети «Народна младеж» (1952-1954), в 1954-1960 — редактором газети «Вечерни новини», співпрацював з болгарським кінематографом в 1960-1962. Почесний громадянин Софії (1997).
Редактор і член редколегії журналу «Литературен фронт» (1962-1969). З 1973 по 1986 — член Ради з розвитку громадських духовних цінностей.
З 1986 по 1989 — заступник голови Спілки болгарських письменників.

## Творчість
Дебютував в 1959 році.
Автор романів, збірок оповідань і повістей, п'єс, кіносценаріїв.
Збірки оповідань і повістей «Обърнато небе» (1962), «Барутен Буквар» (1969), «Всички и никой» (1975) — про життя сучасного болгарського села; в оповіданнях збірки «Опит за летене» (1983) — йдеться про морально-етичні проблеми сучасності.
Твори Радічкова переведені на 37 мов і видані в 50 країнах. П'єси автора ставилися на театральних сценах Австрії, Болгарії, Угорщини, Німеччини, Греції, Данії, Польщі, Румунії, Фінляндії, Чехії, США, Швейцарії, Югославії та інших.

## Вибрані твори

### Збірники розповідей, новел і повістей
- «Водолей»(1967)
- «Козята брада»(1967)
- «Барутен буквар» (1969)
- «Плява и зърно»(1972)
- «Как така»(1974)
- «Вятърът на спокойствието»
- «Ние, врабчетата» и др.

### Романи
- «Неосветените дворове» (роман-літопис, 1966)
- «Всички и никой»(1975)
- «Прашка»(1977)
- «Януари»(1974)
- «Лазарица»(1979)
- «Опит за летене»(1979)

### Кіносценарії
- «Горещо пладне» (1966)
- «Привързаният балон» (1967)

### П'єси
- «Суматоха» (1967)